# Occupational and Environmental Medicine
Occupational and Environmental Medicine, abgekürzt Occup. Environ. Med.,  ist eine wissenschaftliche Fachzeitschrift, die vom British Medical Journal-Verlag veröffentlicht wird. Die Zeitschrift wurde 1944 unter dem Namen British Journal of Industrial Medicine gegründet und änderte im Jahr 1994 den Namen in Occupational and Environmental Medicine. Sie ist die offizielle Zeitschrift der Faculty of Occupational Medicine of the Royal College of Physicians of London. Derzeit erscheint sie mit zwölf Ausgaben im Jahr. Es werden Artikel veröffentlicht, die sich mit Fragen der Arbeits- und Umweltmedizin beschäftigen.
Der Impact-Faktor lag im Jahr 2013 bei 3,234. Nach der Statistik des ISI Web of Knowledge wird die Zeitschrift mit diesem Impact Factor in der Kategorie Public Health, Umwelt- und Arbeitsmedizin an 20. Stelle von 162 Zeitschriften geführt.